# Physocephala bicolor
Physocephala bicolor är en tvåvingeart som beskrevs av Krober 1915. Physocephala bicolor ingår i släktet Physocephala och familjen stekelflugor. Inga underarter finns listade i Catalogue of Life.